# Monte Tondu
O monte Tondu (em francês:  Mont Tondu) culmina a 3 196 m de altitude e encontra-se entre na  Alta-Saboia da França. Das suas vertentes nascem dois glaciares, o glaciar do Monte Tondu que se reúne com o glaciar de Tré-la-Tête, e o glaciar des Lanchettes.
Correntemente confunde-se a ponta com neve com o seu cume, pois o pão de açúcar é um pré-cimo onde termina o esqui alpinismo. Da via normal, o cume atinge-se por uma aresta rochosa. A prova é que o pão de açúcar é de cotação F enquanto que o cume é um PD- .

## Acesso
O acesso é possível a partir de diferentes refúgios, mas o mais utilizado e o mais fácil é a partir de Contamines-Montjoie. Os refúgios das prxomidades são:
- Refúgio Robert Blanc  2 750 m
- Refúgio dos Conscritos  2 600 m
- Refúgio do colo da Cruz do Bonhomme  2 450 m
- Refúgio de Tré la Tête  1.970 m
- Refúgio de Balme  1.970 m